# Sherif El-Saket
Sherif El-Saket (* 22. Januar 1970) ist ein ägyptischer Tischtennisspieler. Er nahm an den Olympischen Spielen 1988 teil.

## Werdegang
Bei den Olympischen Spielen 1988 in Seoul trat er im Einzelwettbewerb an. Hier gewann er kein Spiel und verlor sieben. Damit verpasste er den Einzug in die Hauptrunde und landete auf dem geteilten letzten Platz 57. 1991 holte er bei den Afrikaspielen Bronze im Doppel mit Ashraf Helmy.

## Spielergebnisse bei den Olympischen Spielen
- Olympische Spiele 1988 Einzel in Vorgruppe E[1]
  - Siege: -
  - Niederlagen: Kim Gi-Taek (Südkorea), Mariano Domuschiev (Bulgarien), Jörgen Persson (Schweden), Piotr Molenda (Polen), Kiyoshi Saito (Japan), Jorge Gambra (Chile), Kamlesh Mehta (Indien)